# Leucettusa corticata
Leucettusa corticata är en svampdjursart som först beskrevs av Ernst Haeckel 1872.  Leucettusa corticata ingår i släktet Leucettusa och familjen Leucaltidae. Inga underarter finns listade i Catalogue of Life.